# Pirates del Carib (saga)
Pirates del Carib és una franquícia de pel·lícules de pirates i fantàstica produïda per Jerry Bruckheimer i basada en l'atracció homònima dels parcs temàtics de Walt Disney.
Els directors dels films són Gore Verbinski (pel·lícules 1–3), Rob Marshall (4) i Joachim Rønning i Espen Sandberg (5). Els guionistes són principalment Ted Elliott i Terry Rossio (1–4), però també Stuart Beattie (1), Jay Wolpert (1) i Jeff Nathanson (5).

## Pel·lícules
| Pel·lícula                   | Estrena als EUA                                                                                                | Director/s                       | Guionista/es              | Història de                                             | Productor         |
| ---------------------------- | --- | -------------------------------- | ------------------------- | ------------------------------------------------------- | ----------------- |
| The Curse of the Black Pearl | 9 de juliol de 2003                                                                                            | Gore Verbinski                   | Ted Elliot i Terry Rossio | Terry Rossio, Ted Elliott, Stuart Beattie i Jay Wolpert | Jerry Bruckheimer |
| Dead Man's Chest             | 7 de juliol de 2006                                                                                            | Gore Verbinski                   | Ted Elliot i Terry Rossio | Terry Rossio i Ted Elliott                              | Jerry Bruckheimer |
| At World's End               | 25 de maig de 2007                                                                                             | Gore Verbinski                   | Ted Elliot i Terry Rossio | Terry Rossio i Ted Elliott                              | Jerry Bruckheimer |
| On Stranger Tides            | 20 de maig de 2011                                                                                             | Rob Marshall                     | Ted Elliot i Terry Rossio | Terry Rossio i Ted Elliott                              | Jerry Bruckheimer |
| Dead Men Tell No Tales       | 26 de maig de 2017                                                                                             | Joachim Rønning i Espen Sandberg | Jeff Nathanson            | Terry Rossio i Jeff Nathanson                           | Jerry Bruckheimer |
| Sisena entrega sense títol   | TBA | Joachim Rønning                  | Ted Elliott i Craig Mazin | Ted Elliott i Craig Mazin                               | Jerry Bruckheimer |
| Pel·lícula Spin-off          | |                                  |                           |                                                         |                   |
| Sisena entrega sense títol   | style="background: #ececec; color: grey; vertical-align: middle; text-align: center; " class="table-na" \| TBA | Christina Hodson                 | Christina Hodson          | Jerry Bruckheimer                                       |                   |